# ヰタ・セクスアリス
『ヰタ・セクスアリス』（ウィタ・セクスアリス）は、森鷗外の小説で、1909年（明治42年）に発表された。題名はラテン語で性欲的生活を意味するvita sexualisで、鷗外作品では異色とされる。
主人公の哲学者・金井湛（かねい・しずか）が、高等学校を卒業する長男への性教育のための資料として、自らの性欲的体験についてその歴史をつづる内容。大胆な性欲描写が問題となり、上官の陸軍次官石本新六から懲戒、掲載された文芸誌「スバル」7号は発行から1か月後に発売禁止の処分を受けた。もっとも、実際に性行為が直接描写されていることは無く、この処分は当時軍医総監という立場にあった森鷗外に対する非難を受けての対応であったともいわれる。
当時「スバル」の編輯者をしていた吉井勇は、鴎外からヰタ・セクスアリスの原稿を受け取ったその足で永代亭（洋食酒房店）での「パンの会」に出席、酩酊した翌朝に見覚えのない場所で目を覚まし、一度原稿を紛失している。幸いその日の夕方、店の酒棚にあり事なきを得たが、見つからなければこの作品は世に出ていなかったかもしれない、と述懐している。